# Michał Grabowski (1773–1812)
Michał Grabowski herbu Oksza (ur. 1773, zm. 17 sierpnia 1812 w Smoleńsku) – generał brygady Armii Księstwa Warszawskiego.
Był synem Jana Jerzego i Elżbiety z Szydłowskich oraz bratem Stanisława. Pozostawał pod opieką Stanisława Augusta Poniatowskiego, który czuwał nad biegiem jego kariery wojskowej.
W 1792 roku, w czasie wojny z Rosją był majorem 5 Regimentu Fizylierów. W 1794 roku, w czasie insurekcji kościuszkowskiej, jako adiutant przebywał w otoczeniu króla, któremu po III rozbiorze Polski towarzyszył w Grodnie i Sankt Petersburgu. Brał udział w kampanii 1807 roku. Mianowany generałem brygady, został komendantem placu w Gdańsku, a nieco później został komendantem budowanej jeszcze Twierdzy Modlin. W 1808 roku był dowódcą brygady w 3 Dywizji
W 1811 roku został wysłany w misji wojskowej do Drezna. W 1812 roku, w czasie wyprawy Napoleona na Rosję dowodził II Brygadą 18 Dywizji. 4 lipca 1812 roku, w Grodnie, podpisał akces do Konfederacji Generalnej Królestwa Polskiego. Został mianowany gubernatorem Mohylewa. Zginął 17 sierpnia 1812 roku w czasie szturmu murów Smoleńska.